# Polsat Futbol
|
Polsat Futbol è una rete televisiva generalista polacca gestita e di proprietà di Cyfrowy Polsat che trasmette in lingua polacca.